# Centraal-Afrikaanse Republiek op de Olympische Spelen
Centraal-Afrikaanse Republiek is een van de landen die deelneemt aan de Olympische Spelen. Centraal-Afrikaanse Republiek debuteerde op de Zomerspelen van 1968. Het heeft nog nooit deelgenomen aan de Winterspelen.
In 2024 deed Centraal-Afrikaanse Republiek voor de twaalfde keer mee aan de Zomerspelen. Het won nog nooit een medaille op de Olympische Spelen.

## Medailles en deelnames
De tabel geeft een overzicht van de jaren waarin werd deelgenomen, het aantal gewonnen medailles en de eventuele plaats in het medailleklassement.
| Jaar   | Goud · | Zilver · | Brons · | Totaal | Rang |
| 1968   | 0      | 0        | 0       | 0      | -    |
| 1972   | -      | -        | -       | -      | -    |
| 1976   | -      | -        | -       | -      | -    |
| 1980   | -      | -        | -       | -      | -    |
| 1984   | 0      | 0        | 0       | 0      | -    |
| 1988   | 0      | 0        | 0       | 0      | -    |
| 1992   | 0      | 0        | 0       | 0      | -    |
| 1996   | 0      | 0        | 0       | 0      | -    |
| 2000   | 0      | 0        | 0       | 0      | -    |
| 2004   | 0      | 0        | 0       | 0      | -    |
| 2008   | 0      | 0        | 0       | 0      | -    |
| 2012   | 0      | 0        | 0       | 0      | -    |
| 2016   | 0      | 0        | 0       | 0      | -    |
| 2020   | 0      | 0        | 0       | 0      | -    |
| 2024   | 0      | 0        | 0       | 0      | -    |
| Totaal | 0      | 0        | 0       | 0      | -    |

### Sporten en deelnemers
Bij de tien deelnames werd er in negen sportdisciplines een of meerdere keren deelgenomen. In totaal 50 deelnemers (37 mannen en 13 vrouwen) namen ten minste eenmaal deel. De atleten Mickaël Conjungo en Ernest Ndjissipou zijn de enige twee deelnemers die driemaal deelnamen. Daarnaast zijn er zeven deelnemers die tweemaal deelnamen.
| Sport        |        | Editie's                                                         | Deelnemers | Deelnemers |
| Sport        | 0M     | Editie's                                                         | 0V         |            |
| ------------ | ------ | ---------------------------------------------------------------- | ---------- | ---------- |
| Atletiek     | 11x    | 1968, 1984, 1988, 1992, 1996, 2000, 2004, 2008, 2012, 2016, 2020 | 011        | 006        |
| Basketbal    | 01x    | 1988                                                             | 012        |            |
| Boksen       | 04x    | 1984, 1988, 2008, 2016                                           | 005        | 001        |
| Boogschieten | 01x    | 2000                                                             |            | 001        |
| Judo         | 02x    | 1992, 2004                                                       | 002        | 002        |
| Taekwondo    | 03x    | 2004, 2012, 2016                                                 | 002        | 001        |
| Wielrennen   | 01x    | 1992                                                             | 004        |            |
| Worstelen    | 01x    | 2012                                                             |            | 001        |
| Zwemmen      | 03x    | 2012, 2016, 2020                                                 | 001        | 001        |
| Totaal       | Totaal | Totaal                                                           | 38         | 12         |

Afghanistan · Albanië · Algerije · Amerikaans-Samoa · Amerikaanse Maagdeneilanden · Andorra · Angola · Antigua en Barbuda · Argentinië · Armenië · Aruba · Australië · Azerbeidzjan · Bahama's · Bahrein · Bangladesh · Barbados · België · Belize · Benin · Bermuda · Bhutan · Bolivia · Bosnië en Herzegovina · Botswana · Brazilië · Britse Maagdeneilanden · Brunei · Bulgarije · Burkina Faso · Burundi · Cambodja · Canada · Centraal-Afrikaanse Republiek · Chili · China · Chinees Taipei · Colombia · Comoren · Congo-Brazzaville · Congo-Kinshasa · Cookeilanden · Costa Rica · Cuba · Cyprus · Denemarken · Djibouti · Dominica · Dominicaanse Republiek · Duitsland · Ecuador · Egypte · El Salvador · Equatoriaal-Guinea · Eritrea · Estland · Ethiopië · Fiji · Filipijnen · Finland · Frankrijk · Gabon · Gambia · Georgië · Ghana · Grenada · Griekenland · Groot-Brittannië · Guam · Guatemala · Guinee · Guinee-Bissau · Guyana · Haïti · Honduras · Hongarije · Hongkong · Ierland · IJsland · India · Indonesië · Irak · Iran · Israël · Italië · Ivoorkust · Jamaica · Japan · Jemen · Jordanië · Kaaimaneilanden · Kaapverdië · Kameroen · Kazachstan · Kenia · Kirgizië · Kiribati · Koeweit · Kosovo · Kroatië · Laos · Lesotho · Letland · Libanon · Liberia · Libië · Liechtenstein · Litouwen · Luxemburg · Madagaskar · Malawi · Malediven · Maleisië · Mali · Malta · Marokko · Marshalleilanden · Mauritanië · Mauritius · Mexico · Micronesië · Moldavië · Monaco · Mongolië · Montenegro · Mozambique · Myanmar · Namibië · Nauru · Nederland · Nepal · Nicaragua · Nieuw-Zeeland · Niger · Nigeria · Noord-Korea · Noord-Macedonië · Noorwegen · Oeganda · Oekraïne · Oezbekistan · Oman · Oost-Timor · Oostenrijk · Pakistan · Palau · Palestina · Panama · Papoea-Nieuw-Guinea · Paraguay · Peru · Polen · Portugal · Puerto Rico · Qatar · Roemenië · Rusland · Rwanda · Saint Kitts en Nevis · Saint Lucia · Saint Vincent en de Grenadines · Salomonseilanden · Samoa · San Marino · Saoedi-Arabië · Sao Tomé en Principe · Senegal · Servië · Seychellen · Sierra Leone · Singapore · Slovenië · Slowakije · Somalië · Spanje · Sri Lanka · Soedan · Suriname · Swaziland · Syrië · Tadzjikistan · Tanzania · Thailand · Togo · Tonga · Trinidad en Tobago · Tsjaad · Tsjechië · Tunesië · Turkije · Turkmenistan · Tuvalu · Uruguay · Vanuatu · Venezuela · Verenigde Arabische Emiraten · Verenigde Staten · Vietnam · Wit-Rusland · Zambia · Zimbabwe · Zuid-Afrika · Zuid-Korea · Zuid-Soedan · Zweden · Zwitserland
Historische landen: Bohemen · Bondsrepubliek Duitsland · Brits-Indië · Duitse Democratische Republiek · Joegoslavië · Malaya · Nederlandse Antillen · Noord-Borneo · Noord-Jemen · Saarland · Servië en Montenegro · Sovjet-Unie · Tsjecho-Slowakije · West-Indische Federatie · Zuid-Jemen
Bijzondere deelnames: Onafhankelijke olympische atleten · Vluchtelingenteam 
 Australazië · Duits Eenheidsteam · Gemengd team · Gezamenlijk Team